# Barbra Streisand
Barbara Joan Streisand, detta Barbra (/ˈstraɪsænd/; New York, 24 aprile 1942), è una cantante, attrice, compositrice, regista e produttrice cinematografica statunitense.
Popolare in tutto il mondo sin dagli anni sessanta, nel corso della sua lunga carriera, che dura da oltre sessanta anni, la Streisand è divenuta un'icona in più campi dello spettacolo, aggiudicandosi numerosi riconoscimenti. È tra un gruppo selezionato di artisti (chiamati EGOT, dalle iniziali dei premi) che hanno vinto i quattro premi principali delle arti performative statunitensi: Emmy, Grammy, Oscar e Tony.
Ed
Con oltre 72,5 milioni di album venduti negli Stati Uniti d'America e con un totale di 150 milioni di dischi venduti in tutto il mondo, è la cantante femminile che ha venduto di più tra gli artisti riconosciuti a livello dalla Recording Industry Association of America (unica donna nella top ten e unico artista al di fuori del genere rock 'n' roll).
Dopo aver iniziato la carriera discografica nel 1960, la Streisand si avventurò nel cinema alla fine del decennio. Ha recitato nel film Funny Girl, per il quale ha vinto l'Oscar alla miglior attrice (ex aequo con Katharine Hepburn) e il Golden Globe. Tra gli altri suoi si ricordano Il gufo e la gattina, Come eravamo e È nata una stella, per il quale ha ricevuto l'Oscar alla migliore canzone e il Golden Globe per la migliore attrice in un film commedia o musicale. Con l'uscita di Yentl nel 1983, la Streisand è diventata la prima donna a scrivere, produrre, dirigere e interpretare un film di un grande studio cinematografico. Il film ha vinto l'Oscar alla migliore colonna sonora e il Golden Globe per il miglior film commedia o musicale; la Streisand ha ricevuto il Golden Globe per il miglior regista, la prima donna ad aggiudicarsi tale premio.

## Biografia
Nasce a Brooklyn, quartiere di New York dove abita per tutta la sua infanzia e adolescenza, in una famiglia ebrea. Suo padre, Emanuel "Manny" Streisand (1907-1943), professore di lettere e filosofia in un liceo, morì quando lei aveva appena quindici mesi e il rapporto con il patrigno, dal quale la madre ebbe la sua sorellastra, Roslyn Kind, fu molto tormentato. Il conflitto genitoriale e la perdita del padre naturale ritorneranno come temi cardine in vari lavori cinematografici della futura artista (Yentl, Pazza, Il principe delle maree, L'amore ha due facce). La madre, Diana "Ida" Rosen (1908-2002), era una cantante dilettante con una voce da soprano, che rinunciò a sfondare per diventare segretaria scolastica. I suoi nonni paterni, Isaac Streisand (1878-1965) e Anna Kessler (1891-1973), emigrarono dalla Galizia, mentre i suoi nonni materni, Louis Rosen e Ida Friedland, emigrarono dalla Russia.

## Carriera musicale
Si esibisce per la prima volta nel 1960, in un bar del Greenwich Village a Manhattan, riscuotendo subito grande successo. Decide di abbreviare il suo nome alla nascita, Barbara, in Barbra, più distintivo. Nel 1962 firma per la Columbia Records e il suo primo album, The Barbra Streisand Album, vinse nel 1963 due Grammy Award. Il suo successo continua e si ritrova nella top ten degli album pop di Billboard con tre album contemporaneamente, un risultato straordinario considerando che allora era in voga il rock and roll e spopolavano i Beatles. Fin dall'inizio si caratterizza per i tratti che daranno l'impronta alla sua carriera musicale: una voce potente e dal timbro singolare, un'intensità interpretativa e la predilezione per un repertorio poco conosciuto e talvolta "oscuro" (incide a decine le canzoni di Harold Arlen).
Nel 1962 debutta a Broadway con il musical di Harold Rome I Can Get It for You Wholesale e per la sua interpretazione del ruolo di Miss Marmelstein ottiene una candidatura al Tony Award alla miglior attrice non protagonista in un musical. Nel 1964 torna a Broadway per la seconda e ultima volta per interpretare Fanny Brice nel musical Funny Girl di Bob Merrill e Jule Styne; la prestazione fu un successo e la Streisand ottenne una nomination al Tony Award alla miglior attrice protagonista in un musical. Nel 1966 tornò a recitare brevemente in Funny Girl nella prima produzione londinese del musical, ma la gravidanza la costrinse ad abbandonare prematuramente le repliche.
La televisione la corteggia e Barbra contraccambia: memorabile è la sua partecipazione, a suon di duetti, allo show di Judy Garland, la sua cantante preferita, così come con grandi ascolti vennero accolti i suoi quattro "speciali", nel periodo 1965-1968, in onda sulla CBS (il primo My name is Barbra, applaudito da fan e critica, le fece vincere l'Emmy ed è considerato una pietra miliare nella storia della televisione americana).

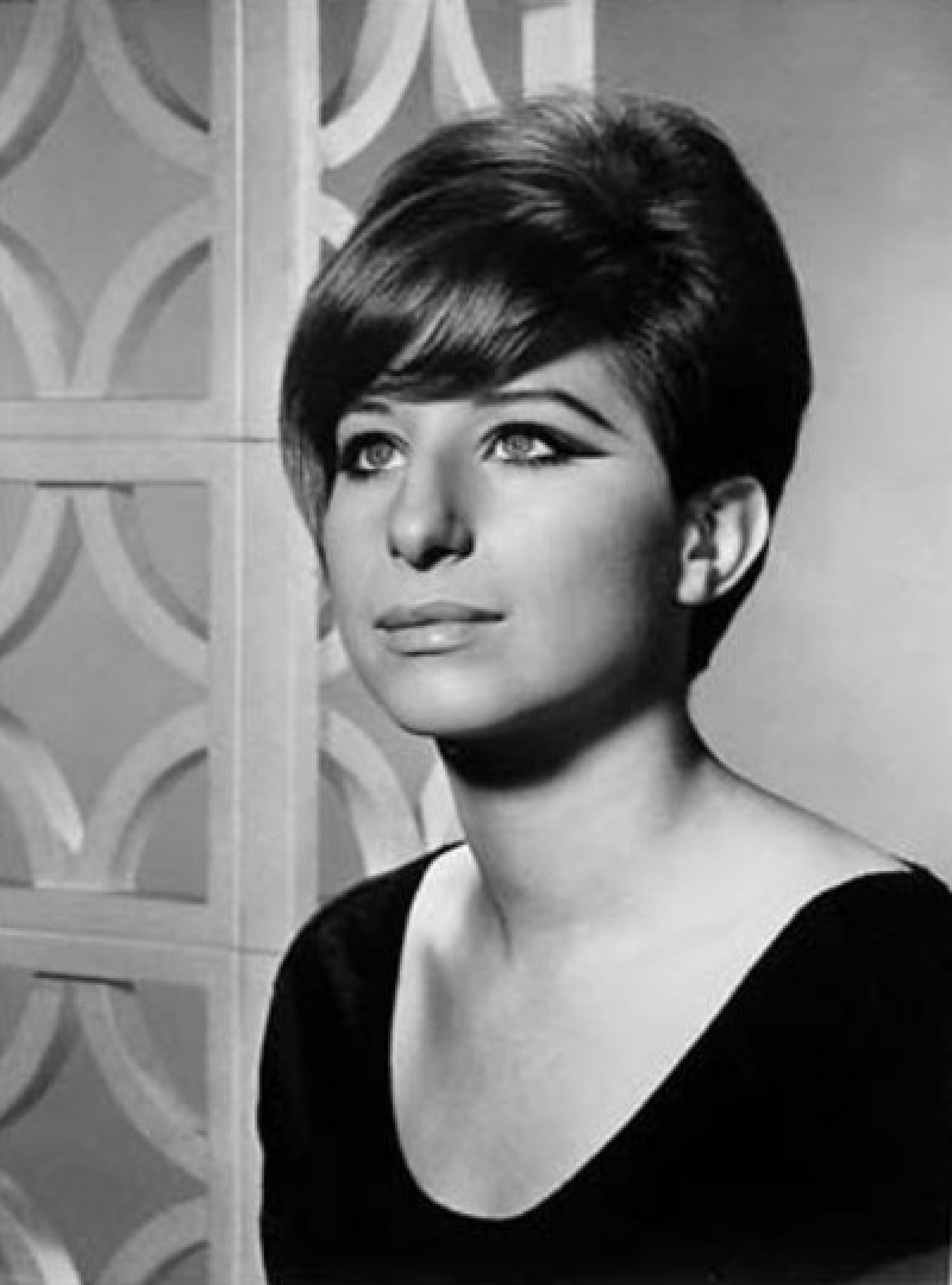
Barbra Streisand nel 1965

In più di 50 anni di carriera, Barbra Streisand incide oltre 60 album, quasi tutti con la Columbia Records. Mentre i suoi primi album sono considerati dalla critica un retaggio delle sue prime esperienze in nightclub e teatro, i suoi lavori degli anni settanta sono decisamente improntati nel genere pop: il successo di alcuni suoi indimenticati singoli l'ha resa tanto nota al pubblico che il critico musicale Stephen Holden, nel 1982, finisce per proclamarla la cantante statunitense più influente nella storia della musica pop. Alcune famose canzoni che scalarono le classifiche di Billboard sono The Way We Were che nel 1974 arriva prima nella Billboard Hot 100 per tre settimane, Evergreen (Love Theme from A Star is born), No More Tears (Enough is Enough) (insieme a Donna Summer) e Woman in Love.
Nel 1985 ritorna alle sue radici e pubblica The Broadway Album con Paulinho da Costa, David Foster, David Geffen, Sydney Pollack e Stevie Wonder all'armonica, inaspettato successo che mantenne la prima posizione per tre settimane nella Billboard 200 e le valse 4 dischi di platino. In Nuova Zelanda arriva primo, nel Regno Unito terzo con il disco d'oro ed ottavo nei Paesi Bassi, mentre in Canada guadagna 2 dischi di platino. Nei primi anni novanta la sua fama va leggermente scemando, ma la sua carriera musicale riprende il volo con un grande evento mediatico The Concert, in occasione del Capodanno 1994, con il quale torna a cantare in pubblico dopo oltre due decenni di assenza dai palcoscenici.
Nel 1987 pubblica One Voice, album dal vivo registrato durante il concerto in una "indimenticabile serata" (come si legge nel DVD pubblicato nel 2006) nel giardino della sua casa a Malibù il 6 settembre 1986 per la raccolta di fondi per i candidati democratici prima delle elezioni, con 500 invitati che contribuirono con 5000 (cinquemila) dollari a persona (come dice lei stessa durante il concerto). Nei primi vent'anni, One Voice ha raccolto più di 7 milioni di dollari che sono stati devoluti attraverso la Fondazione Streisand ad attività antinucleari, per la preservazione dell'ambiente, libertà civili e diritti umani.
Nel 1995 riceve il Grammy award per la carriera e l'album Higher Ground (1997) segna uno strepitoso ed inaspettato successo commerciale, con oltre 6 milioni di copie vendute nel mondo. Saluta il nuovo millennio con un concerto di fine anno, Timeless, a cui segue un tour negli Stati Uniti e in Australia. Il suo disco Guilty Pleasures risale al 2005, che fu premiato con il disco di platino, è l'ideale seguito del capolavoro Guilty (1980) con Barry Gibb.

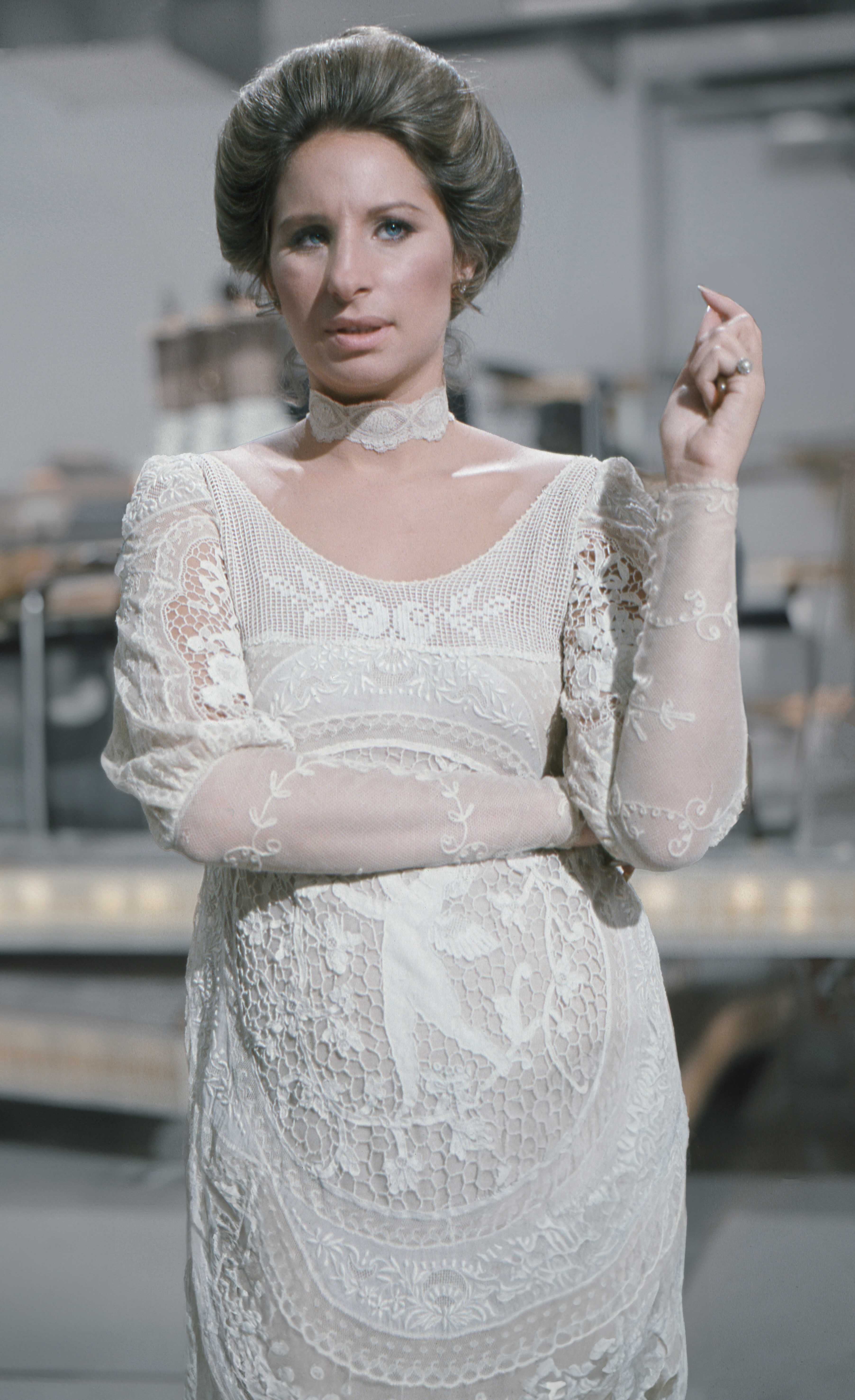
Barbra Streisand nel 1973

Nel 2002 pubblica Duets, la sua prima raccolta di duetti, l'album vanta 18 collaborazioni con grandi artisti internazionali. Tra i tanti nomi, Céline Dion duettando nel brano, Tell Him del 1997, con Kim Carnes nel brano, Make no mistake (he's mine) del 1984. Tra i vari artisti, Bryan Adams, Ray Charles, Frank Sinatra, Josh Groban, Barry Gibb, Neil Diamond, Johnny Mathis, Kris Kristofferson, Don Johnson, Vince Gill, Michael Crawford, Harold Arlen, Judy Garland. Nel 2006 pubblica il DVD di One Voice, il concerto tenuto il 6 settembre 1986 nel giardino della sua casa a Malibù. Al 2007, le vendite dei suoi album la rendono la cantante di maggior successo negli Stati Uniti, ma questo record rischia di essere presto sorpassato da Madonna (che già detiene il record mondiale).
Nel 2009 pubblica Love Is the Answer, un album interamente prodotto da Diana Krall che debutta alla numero uno della classifica americana. Grazie a questo risultato, la Streisand è l'unica artista ad avere almeno un album numero uno per 5 decenni consecutivi, infatti ha pubblicato album numeri uno rispettivamente negli anni sessanta, settanta, ottanta, novanta e duemila. La settimana successiva, l'album raggiunge la prima posizione anche nelle classifiche di vendita del Regno Unito. Nel dicembre 2010 il disco viene candidato al Grammy nella categoria "Traditional Pop Vocal", ma nel febbraio del 2011 non vincerà il premio.
Nell'agosto 2011 esce il nuovo disco della Streisand: si intitola What matters most: Barbra Streisand sings the lyrics of Alan and Marilyn Bergman. Il 9 ottobre 2012 inizia il tour della Streisand a Philadelphia. Nello stesso giorno viene anche distribuito il CD Release Me, che contiene 11 brani, fra cui una canzone nuova composta per l'occasione (If It's Meant to Be). Il 24 febbraio del 2013 la Streisand canta alla cerimonia degli Oscar The Way We Were per commemorare il suo amico compositore Marvin Hamlisch, scomparso l'anno prima. La precedente esibizione dell'artista alla cerimonia degli Oscar risale al 1977, quando cantò Evergreen, che vinse l'oscar come migliore canzone scritta per un film.
A fine novembre 2013 esce il pacchetto CD+DVD Back to Brooklyn, che contiene lo spettacolo portato in tour negli Stati uniti nell'autunno 2012. A dicembre il DVD raggiunge il primo posto nella classifica dei DVD più venduti. Il 16 settembre 2014 esce il disco Partners. Nel maggio 2016, la Streisand ha annunciato un nuovo album dal titolo Movie partners sing Broadway che uscirà ad agosto dopo una serie di concerti in varie città come a Los Angeles e Las Vegas. Nel 2018 è stato annunciato che la Streisand stava lavorando ad un nuovo album uscito il 2 novembre dello stesso anno, dal titolo Walls con il quale ha ricevuto anche una nomination al Grammy Award del 2020 come miglior album vocale pop tradizionale. Il 6 agosto 2021 esce un nuovo album, dal titolo Release me 2 che contiene brani inediti registrati dalla Streisand durante la sua carriera ma mai pubblicato prima d'ora.
Il 25 aprile 2024 Streisand pubblica il singolo Love Will Survive. Il brano è tratto dalla miniserie televisiva Il tatuatore di Auschwitz.

## Carriera cinematografica

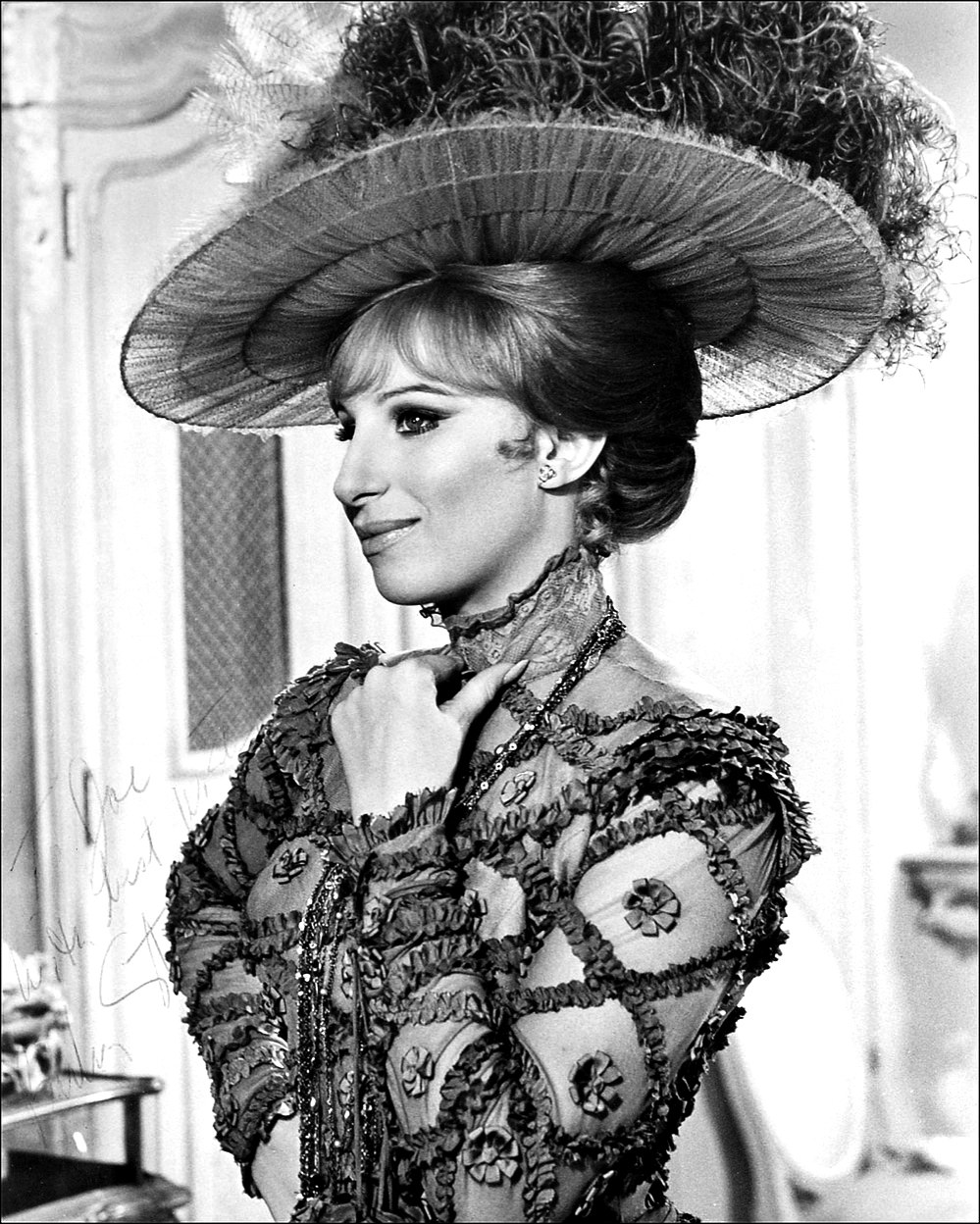
Barbra Streisand in una foto dal set di Hello, Dolly! (1969)

Parallelamente alla carriera di cantante, si accompagnò quella di attrice: Barbra Streisand recitò in numerosi film, debuttando con grande fortuna nella versione cinematografica del musical Funny Girl (1968), per il quale fu insignita dell'Oscar alla miglior attrice (condiviso con Katharine Hepburn); alternando commedie (Il gufo e la gattina, Ma papà ti manda sola? con Ryan O'Neal), a film drammatici (Voglio la libertà) e musicali (Hello, Dolly!), conquistò una seconda candidatura all'Oscar nel 1974 per il dramma Come eravamo di Sydney Pollack, con Robert Redford, e fu consacrata dal botteghino quale l'attrice di maggior successo commerciale degli anni settanta.
Chiuso un ciclo con il film Funny Lady, che fu costretta ad interpretare per un vincolo contrattuale impostole da Ray Stark, Barbra decise di prendere in mano le redini del proprio destino ad Hollywood, rivestendo il ruolo di produttrice dei suoi film. Da quel momento in poi, da vera dea ex machina non reciterà più (con sole due eccezioni) in pellicole delle quali non avrà il controllo completo, il che comporterà una drastica diminuzione delle sue apparizioni sul grande schermo, a fronte di realizzazioni quasi tutte particolarmente personali ed intense; si noti come l'evoluzione di carriera di Barbra sia molto simile a quella dei colleghi (e amici) Warren Beatty e Robert Redford.

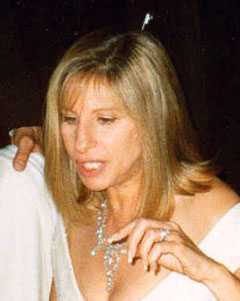
Barbra Streisand ai Premi Emmy 1995

Il primo progetto del nuovo corso fu il dramma musicale È nata una stella del 1976, remake del capolavoro del 1954 con Judy Garland, che si rivelò un enorme successo commerciale: la composizione della canzone Evergreen le fece conquistare un secondo Oscar, divenendo la prima donna a vincere l'Oscar per la migliore canzone, nonché la prima attrice a conquistare una seconda statuetta competitiva al di fuori delle categorie recitative.
Dopo aver riformato con Ryan O'Neal un'accoppiata vincente, dal punto di vista degli incassi, nella commedia sgangherata sul mondo della boxe Ma che sei tutta matta? (1979) - e dopo aver preso il posto di Lisa Eichhorn come protagonista femminile nella commedia sentimentale Tutta una notte (1981) - giunse il tempo di realizzare il sogno di passare dietro la macchina da presa. Con i film Yentl (1983) e Il principe delle maree (1991), Barbra Streisand si ritrovò contemporaneamente attrice, produttrice e regista: due film apprezzati dalla critica, tant'è che entrambi ricevettero numerose nomination all'Oscar: il secondo, in particolare, era candidato all'Oscar al miglior film, al miglior attore protagonista, alla migliore attrice non protagonista, alla miglior sceneggiatura non originale, alla miglior fotografia, alla miglior scenografia e alla miglior colonna sonora, ma non ne vinse nessuno. Per entrambi i film fu coinvolta, caso più unico che raro, in infuocate polemiche per la mancata candidatura all'Oscar quale miglior regista; in modo particolare, nel 1984 si sollevò una feroce critica nei confronti della giuria, la quale fu accusata di aver volontariamente escluso la Streisand da ogni premio per il suo presunto comportamento compromettente. Lo stesso Steven Spielberg definì Yentl un capolavoro.
Dopo una terza (e ultima) regia nel film L'amore ha due facce (1996), la sua prima commedia dopo oltre quindici anni, apparve in un ruolo stravagante e ironico come moglie di Dustin Hoffman in Mi presenti i tuoi?, film di larghissimo successo commerciale, campione d'incassi del 2004, al fianco di Robert De Niro e Ben Stiller. Nel 2010 partecipò al terzo capitolo della saga, intitolato Vi presento i nostri interpretando, come nel precedente, la madre del protagonista che ha uno show televisivo improntato sul sesso.
A metà gennaio del 2011 la stampa statunitense annunciò che Barbra sarebbe stata protagonista insieme a Seth Rogen della commedia on the road Parto con mamma, che racconta le vicende di un giovane inventore che porta sua madre in viaggio in varie località statunitensi per vendere i suoi prodotti ma anche con lo scopo segreto di riunire la donna con un suo amore di gioventù. La notizia sul film venne confermata nelle settimane seguenti. Il 2 maggio le riprese iniziarono a Los Angeles fino a metà luglio.

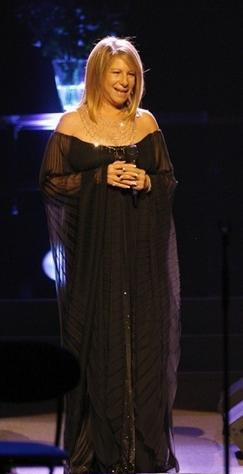
Barbra Streisand a Londra nel 2007

 Il primo trailer del film venne diffuso online il 4 ottobre 2012. Il film fu distribuito nelle sale statunitensi in concomitanza con le festività natalizie, il 19 dicembre 2012. In Italia uscì direttamente per il mercato home video il 19 giugno 2013. Le recensioni del film furono miste e gli incassi inferiori alle aspettative. All'inizio di febbraio 2013 l'incasso complessivo nelle sale americane ammontò a poco più di 36 milioni di dollari. Il film ricevette, durante l'edizione dei Razzie Awards 2012, una nomination come Peggior attrice per la Streisand.

## Riconoscimenti
Nel corso della sua carriera, Barbra Streisand ha ricevuto numerosi premi e riconoscimenti: oltre ai due Oscar (come miglior attrice è stata nominata per Funny Girl, per il quale ha vinto, e Come eravamo), seguono cinque Emmy Award, undici Golden Globe, dieci Grammy Award, un Tony Award, due Cable Ace award, l'American Film Institute's Lifetime Achievement Award, due David di Donatello (come migliore attrice straniera), più una lunga serie di onorificenze minori. Conta una stella nella Hollywood Walk of Fame, al 6925 di Hollywood Boulevard.
Nel giugno 2007, durante il suo tour europeo, è stata insignita a Parigi del titolo di Ufficiale della Legion d'onore dal neo-presidente della Repubblica francese Nicolas Sarkozy (che esclamò: "Sei l'americana che amiamo!"), mentre a Berlino, alla presenza del sindaco Klaus Wowereit, le è stato concesso l'onore di firmare direttamente alla Waldbühne (lo stadio "Palco nella foresta" dove ha tenuto un concerto) il prestigioso "Libro degli Ospiti", per la prima volta nella storia portato al di fuori del Municipio.
- National Medal of Arts (2000)
- Kennedy Center Honors (2008)

## Vita privata
Nel 1963 ha sposato l'attore Elliott Gould, da cui ha avuto un figlio, Jason (1967), divorziando poi nel 1971. Numerose sono state le sue relazioni: tra i partner più famosi, Ryan O'Neal, Omar Sharif e per buona parte degli anni settanta Jon Peters. Dal 1998 è sposata con l'attore James Brolin. 
Rinomato è il suo impegno politico, che la contraddistingue come un'importante sostenitrice del Partito Democratico statunitense. Fin da adolescente, identifica Anna Magnani come una delle sue attrici preferite; ha espresso ammirazione per l'arte di Eleonora Duse e per le interpretazioni cinematografiche di Mariangela Melato e di Monica Vitti. Sempre dall'adolescenza, è fan di Billie Holiday, prediletta tra tutte le cantanti dell'epoca d'oro del jazz.

## Discografia
- 1963 – The Barbra Streisand Album
- 1963 – The Second Barbra Streisand Album
- 1964 – The Third Album
- 1964 – People
- 1965 – My Name Is Barbra
- 1965 – My Name Is Barbra, Two...
- 1966 – Color Me Barbra
- 1966 – Je m'appelle Barbra
- 1967 – Simply Streisand
- 1967 – A Christmas Album
- 1969 – What About Today?
- 1971 – Stoney End
- 1971 – Barbra Joan Streisand
- 1973 – Barbra Streisand...And Other Musical Instruments
- 1974 – The Way We Were
- 1974 – ButterFly
- 1975 – Lazy Afternoon
- 1976 – Classical Barbra
- 1977 - Superman
- 1978 – Songbird
- 1979 – Wet
- 1980 – Guilty
- 1984 – Emotion
- 1985 – The Broadway Album
- 1987 – One voice
- 1988 – Till I Loved You
- 1993 – Back to Broadway
- 1997 – Higher Ground
- 1999 – A Love Like Ours
- 2001 – Christmas Memories
- 2003 – The Movie Album
- 2005 – Guilty Pleasures
- 2009 – Love Is the Answer
- 2011 – What Matters Most
- 2014 – Partners
- 2016 – Encore: Movie Partners Sing Broadway
- 2017 – The Music... The Mem'ries... The Magic! (Live In Concert)
- 2018 – Walls
- 2021 – Release me 2
- 2022 – Live at Bonsoir
- 2023 – Evergreens
- 2023 – Yentl 40 the Deluxe
- 2025 – The Secret Of Life: Partners, Volume Two

## Filmografia

### Attrice
- Funny Girl, regia di William Wyler (1968)
- Hello, Dolly!, regia di Gene Kelly (1969)
- L'amica delle 5 ½ (On a Clear Day You Can See Forever), regia di Vincente Minnelli (1970)
- Il gufo e la gattina (The Owl and the Pussycat), regia di Herbert Ross (1970)
- Ma papà ti manda sola? (What's Up, Doc?), regia di Peter Bogdanovich (1972)
- Voglio la libertà (Up the Sandbox), regia di Irvin Kershner (1972)
- Come eravamo (The Way We Were), regia di Sydney Pollack (1973)
- Ma chi te l'ha fatto fare? (For Pete's Sake), regia di Peter Yates (1974)
- Funny Lady, regia di Herbert Ross (1975)
- È nata una stella (A Star Is Born), regia di Frank Pierson (1976)
- Ma che sei tutta matta? (The Main Event), regia di Howard Zieff (1979)
- Tutta una notte (All Night Long), regia di Jean-Claude Tramont (1981)
- Yentl, regia di Barbra Streisand (1983)
- Pazza (Nuts), regia di Martin Ritt (1987)
- Il principe delle maree (The Prince of Tides), regia di Barbra Streisand (1991)
- L'amore ha due facce (The Mirror Has Two Faces), regia di Barbra Streisand (1996)
- Mi presenti i tuoi? (Meet the Fockers), regia di Jay Roach (2004)
- Vi presento i nostri (Little Fockers), regia di Paul Weitz (2010)
- Parto con mamma (The Guilt Trip), regia di Anne Fletcher (2012)

### Regista
- Yentl (1983)
- Il principe delle maree (The Prince of Tides) (1991)
- L'amore ha due facce (The Mirror Has Two Faces (1996)

## Teatro
- Another Evening with Harry Stoones, colonna sonora e libretto di Jeff Harris, regia di G. Adam Jordan. Gramercy Arts Theatre dell'Off Broadway (1961)
- I Can Get It for You, libretto di Jerome Weidman, colonna sonora di Harold Rome, regia di Arthur Laurents. Shubert Theatre e Broadway Theatre di Broadway (1962)
- Funny Girl, libretto di Isobel Lennart, colonna sonora di Jule Styne, testi di Bob Merrill, regia di Garson Kanin. Winter Garden Theatre di Broadway (1964), Prince of Wales Theatre di Londra (1966)

## Riferimenti nei mass media
- Nel cartone americano South Park in varie occasioni, ma soprattutto nell'episodio 1x12 Quel mostro di Barbra Streisand, la cantante è ripetutamente presa in giro. Addirittura, nel film della serie, il suo nome è stato incluso tra i termini offensivi.
- Nel film Paura e delirio a Las Vegas, la ragazza sedotta dal Dr. Gonzo (Benicio del Toro), Lucy (Christina Ricci), è una pittrice che dipinge ritratti di Barbra Streisand.
- Nell'ottobre del 2010 il gruppo statunitense disco house Duck Sauce pubblica un singolo dal titolo Barbra Streisand, diventato poi un tormentone.[9]
- Nella serie televisiva Glee, la protagonista, Rachel Berry, si ispira a Barbra, al suo stile di vita e ai suoi grandi successi. Inoltre il secondo nome della ragazza è proprio Barbra.
- Nella serie televisiva La tata, la protagonista Francesca Cacace è un'accanita ammiratrice di Barbra Streisand.
- Nella serie televisiva Sex and the City le protagoniste ricordano la Streisand nel film Come eravamo, e ne intonano la colonna sonora, The Way We Were.
- Nel film The Believer del 2001 viene citata quale personaggio famoso dal forte richiamo antisemita.
- Nella serie televisiva La vita secondo Jim nell'episodio 3x11 Il grande gesto, un senza tetto dice di chiamarsi Barbra Streisand. Nello stesso episodio Ruby, dice alla madre di aver conosciuto Barbra Streisand e che è davvero molto alta.
- Nella serie televisiva Supernatural, nell'episodio 10x05 FanFiction, il personaggio di Marie (presente solo in questa puntata) indossa la parrucca per impersonare Sam Winchester, affermando di voler essere la "Barbara Streisand" dello spettacolo.

## Doppiatrici italiane
- Maria Pia Di Meo in Funny Girl, Hello, Dolly!, L'amica delle 5 ½, Il gufo e la gattina, Ma papà ti manda sola?, Voglio la libertà, Come eravamo, Ma chi te l'ha fatto fare?, Funny Lady, È nata una stella, Ma che sei tutta matta?, Yentl, Pazza, Il principe delle maree, L'amore ha due facce, Mi presenti i tuoi?, Vi presento i nostri, Parto con mamma
- Manuela Andrei in Tutta una notte

Da doppiatrice è stata sostituita da:
- Maria Pia Di Meo in Modern Family